# 张滨黄
张滨黄（1915年—1994年5月），河南温县人，曾任山东师范学院院长（1957.11-1958.06）、党委书记（1962.10-1966.02）。

## 生平
1932年进入焦作矿务大学(现焦作工学院)土木工程系学习，1934年加入中国共青团，1935年成为中国共产党员。曾任延安抗日军政大学政治教员、政治主任教员、政治部宣传科长。
1949年后，曾任长沙市委宣传部长、市委副书记，中共中央组织部副处长、中共中央工业交通工作部处长。1957年11月任山东师范学院院长；1958年夏至1962年夏任山东大学副校长、副书记；1962年秋任山东师范学院党委书记；1973年冬任曲阜师范学院党的核心小组组长；1980年冬任国家人事局顾问；1984年离休。